# Пятнистый губан
Пятнистый губан (лат. Labrus mixtus) — вид рыб из семейства губановых (Labridae). Средних размеров рыбы, обитающие в северо-восточной части Атлантического океана от побережья южной Норвегии до Сенегала, у побережья Канарских островов, Мадейры и Азорских островов, в Средиземном море, Скагерраке, западной части Северного моря (побережье Великобритании) и проливе Ла-Манш.

## Описание
Пятнистый губан имеет вытянутое тело и длинную, остроконечную голову. Самцы длиной до 40 см, самки длиной до 30 см. На морде расположены толстые, мясистые губы (отсюда название). Длинный спинной плавник поддерживается в передней части жёсткими лучами.
Плавниковая формула: D XVI-XVIII/11-12, V 16. Формула чешуи SL 45-48. 
Самцы и самки имеют различную окраску (половой диморфизм). Окраска самцов изменяется во время сезона нереста. Сначала голова и туловище синего цвета, оранжевого по боками и синим хвостом. Затем окраска головы тела постепенно изменяется на оранжевую с голубым узором, который более заметен на голове. У самок оранжевая голова, тело и хвост с чёрной полосой на спинном плавнике с несколькими белыми пятнами. Самки способны изменять пол, в случае если в ареале популяции отсутствуют самцы.

## Образ жизни
Пятнистые губаны живут поодиночке или парами у поросших водорослями скал или на лугах посидонии на глубине от 2 до 200 м. Они активны днём, а ночью прячутся в расщелинах скал или пещерах. Их питание состоит преимущественно из ракообразных, а также червей, моллюсков и мелких рыб.

## Размножение
Нерест в северо-восточной Атлантике проходит с мая по июль, в Средиземном море — с марта по июнь. Пятнистые губаны — гермафродиты, сначала у них созревают женские, а позже мужские гаметы (протогиния). Самцы территориальны, гнездо из водорослей строят в ямке на дне и затем агрессивно его охраняют. Вылупившиеся мальки живут пелагически, а достигнув длины 5 см, приближаются к побережью. В возрасте 2-х лет они становятся половозрелыми. Продолжительность жизни рыб составляет около 17 лет.